# Старошево
Старошево или Ставрово (грч. Σταυροδρόμι, Ставродроми) је насељено место у општини Синтика у периферији Средишња Македонија, Грчка. Према попису из 2021. године било је 117 становника.
Према бугарском географу и историчару, Василу Канчову, у Старошеву је 1900. године живело 460 Словена хришћана. Током Првог светског рата село је настрадало и део мештана је избегао, тако је после рата остало 220 житеља. Од 1923. до 1924. године већи део словенског становништва је принудно исељен у Бугарску а на њихово место је насељено 60 грчких избегличких породица, укупно 214 особа. На попису из 1028. године Старошево је имало 242 становника, од чега су већина били Грци.